# Pernattia
Pernattia là một chi bướm đêm trong họ Lasiocampidae. Chi này có các loài sau:
- Pernattia chlorophragma
- Pernattia brevipennis
- Pernattia pusilla